# Königslutter am Elm
Königslutter am Elm é uma cidade da Alemanha localizada no distrito de Helmstedt, estado de Baixa Saxônia.